# NGC 160
NGC 160 (również PGC 2154 lub UGC 356) – galaktyka spiralna (S0-a), znajdująca się w gwiazdozbiorze Andromedy. Odkrył ją William Herschel 5 grudnia 1785 roku.